# Ketzerbachtal
Ketzerbachtal este o comună din landul Saxonia, Germania.